# Zacharie Perevet
Zacharie Perevet, né en 1957 à Gouzda au Cameroun, ingénieur agronome de formation, est un homme politique camerounais, secrétaire d'État puis ministre dans tous les gouvernements entre 1992 et 2019.

## Biographie

### Enfance et débuts
D'origine Mafa, Zacharie Perevet est né à Gouzda, dans la Région de l'Extrême-Nord.

### Carrière
Le 8 décembre 2004, il devient ministre de l'Emploi et de la Formation professionnelle.

### Œuvres
- Les Mafa un peuple, une culture, ed. NENA[4]